# Lamprocryptus ruficoxa
Lamprocryptus ruficoxa là một loài tò vò trong họ Ichneumonidae.